# Waeringoscorpio
Waeringoscorpio — викопний рід скорпіонів вимерлої родини Proscorpiidae, що жив в девонському періоді та кам'яновугільному періодах (409—314 млн років тому). Викопні рештки знайдено у США (Іллінойс) та Німеччині.

## Опис
З боків тіла у скорпіона звисали гілястоподібні зябра, що вказує на водний спосіб життя.

## Види
- Waeringoscorpio hefteri Størmer 1970. Виявлений у геологічній свиті Nellen Koepfchen в місті Алькен в землі Рейнланд-Пфальц на заході Німеччини. Датується раннім девоном (409 млн років тому).[3][4]
- Waeringoscorpio westerwaldensis  Poschmann et al. 2008. Виявлений у геологічній свиті Güllesheimer в місті Бюрденбах в землі Рейнланд-Пфальц на заході Німеччини. Датується раннім девоном (409 млн років тому).[5][6]